# Patricia Goldman-Rakic

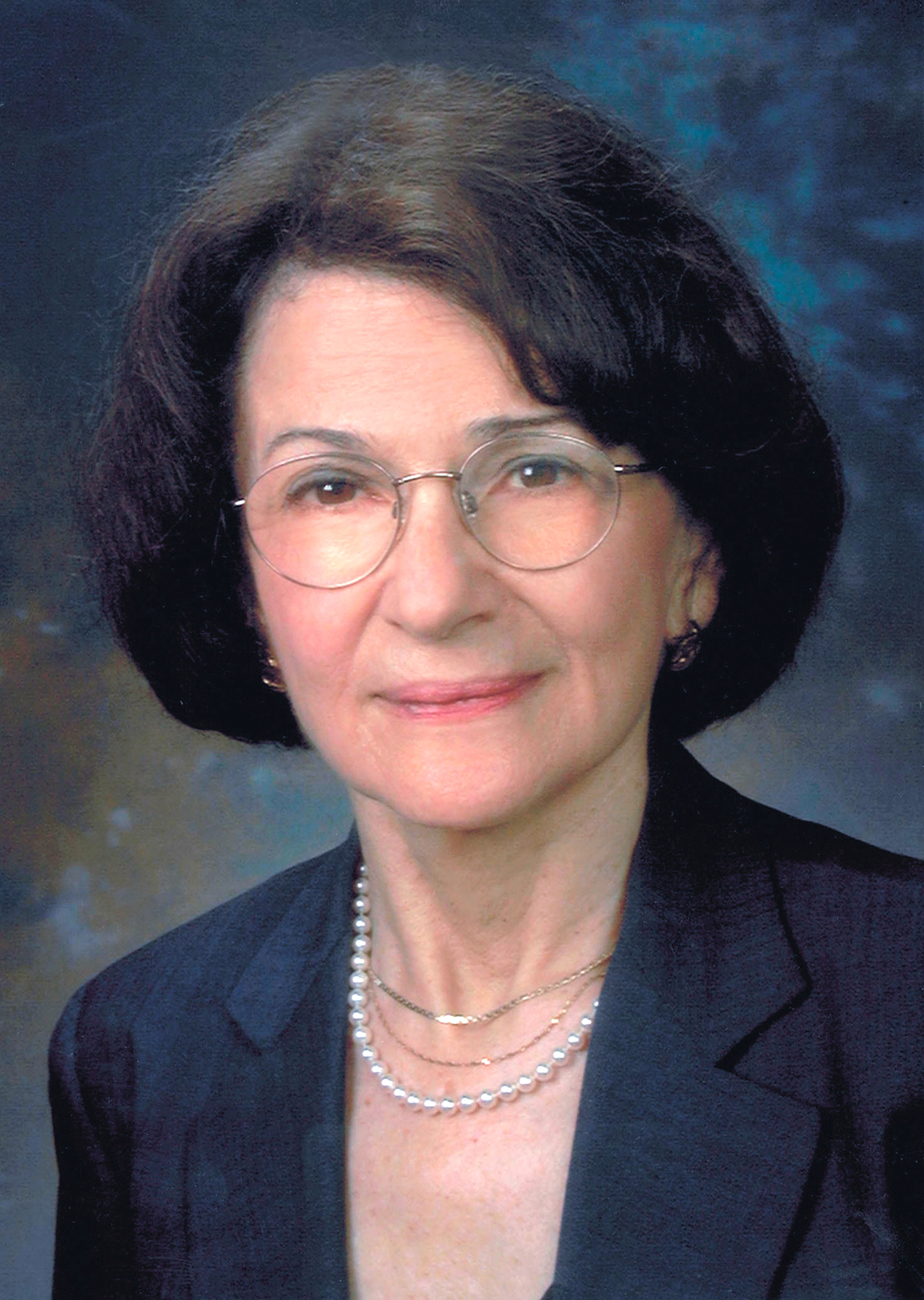
Patricia Goldman-Rakic

Patricia Goldman-Rakic, geborene Shoer (* 22. April 1937 in Salem, Massachusetts; † 31. Juli 2003 in Hamden, Connecticut) war eine US-amerikanische Neurowissenschaftlerin. Ihr gelangen grundlegende Entdeckungen über die neuronale Basis höherer kognitiver Funktionen im präfrontalen Cortex und Neocortex.

## Leben
Goldman-Rakic studierte Psychologie am Vassar College mit dem Bachelor-Abschluss cum laude 1959 und wurde 1963 an der University of California, Los Angeles (UCLA), in Neuropsychologie bei Wendell Jeffrey promoviert. Danach war sie an der UCLA und der New York University und am American Museum of Natural History in New York City als Post-Doktorandin, bevor sie 1965 ans National Institute of Mental Health ging, wo sie die Abteilung Entwicklungs-Neurobiologie leitete. 
Ab 1979 war sie Professorin an der Yale University School of Medicine, zuletzt als Eugene Higgins Professor of Neuroscience in der Fakultät für Neurobiologie. Sie starb 2003, zwei Tage, nachdem sie auf der Straße von einem Auto angefahren wurde.
Sie war seit 1979 mit dem Neurobiologen Paško Rakić verheiratet, der ebenfalls in Yale lehrte und mit dem sie zusammenarbeitete. Ihre Schwestern Linda Shoer und Ruth Rappaport ([1937–2020], ihre Zwillingsschwester) sind ebenfalls Wissenschaftlerinnen.

## Werk
Goldman-Rakic untersuchte ab Mitte der 1960er Jahre die Funktion der Stirnregion des Gehirns, in dem höhere kognitive Funktionen angesiedelt sind. Auf diesem Gebiet hatte sie damals eine Pionierrolle, da die meisten Neurowissenschaftler sich mit den einfacher zu untersuchenden sensorischen Hirnrinden befassten. Sie fand, dass auch die Neuronen im präfrontalen Cortex in Säulenanordnungen verschaltet sind, was zuvor nur von sensorischen Regionen bekannt war (David Hubel und Torsten N. Wiesel in der primären Sehrinde, Vernon Mountcastle in der somatosensorischen Region). 
Nach dem präfrontalen Cortex wandte sie sich mit ihrer Gruppe in den 1980er Jahren auch anderen Bereichen des Neocortex zu. Mit ihrer Gruppe untersuchte sie die komplexe Verschaltung in diesen höheren Regionen des Cortex über längere Abstände, sowohl innerhalb des Cortex als auch zum Beispiel über die Basalganglien. Dabei verfolgte sie einen stark interdisziplinär geprägten Forschungsansatz, der unter anderem psychologische (Verhaltensforschung), anatomische, elektrophysiologische, pharmakologische und biochemische Ansätze umfasste.
Goldman-Rakic untersuchte im Tiermodell insbesondere das Arbeitsgedächtnis und dessen Lokalisation im präfrontalen Cortex. Ihr gelang in reproduzierbarer Weise die Identifizierung unterschiedlicher Neuronengruppen, die daran beteiligt sind. Sie fand außerdem in den 1970er Jahren heraus, dass insbesondere Zellen mit Dopamin als Neurotransmitter dort eine Rolle spielen. Nach Goldman-Rakic hat das auch Bedeutung für die Erklärung der Ursachen und Symptome der Schizophrenie und deren Behandlung mit auf das Dopaminsystem wirkenden Medikamenten. Ihre Erkenntnisse hatten auch Auswirkungen auf das Verständnis anderer neurologischer Erkrankungen wie Alzheimer, Parkinson und ADHS. Sie identifizierte mit Kollegen das Protein Calcyon (DRD1IP) als möglichen Ansatz für Medikamente bei Nervenzellen mit reduzierter Sensitivität für Dopamin.
Sie veröffentlichte über 300 wissenschaftliche Arbeiten.

## Ehrungen, Herausgebertätigkeit und Mitgliedschaften
Sie war Mitglied der National Academy of Sciences (und dessen Institute of Medicine) und der American Academy of Arts and Sciences. 1996 erhielt sie den Karl Lashley Award der American Philosophical Society, den Leiber Award der National Alliance for Research on Schizophrenia and Depression, den Fyssen Foundation Prize in Neurowissenschaften, 1982 den W. Alden Spencer Award der Columbia University, 1992 den Pasarow Award, 1996 den Karl Spencer Lashley Award und 2002 den Ralph-W.-Gerard-Preis. Goldman-Rakic war Ehrendoktor der Universität Utrecht (2000) und St Andrews. Sie war 1989 bis 1990 Präsidentin der Society for Neuroscience. Sie war Gründungsherausgeberin der Zeitschrift Cerebral Cortex und war im Herausgebergremium zum Beispiel von Science, Behavioral Brain Research und Advances in Neuroscience.

## Schriften
- Regional and cellular fractionation of working memory, Proc. Nat. Acad., Band 93, 1996, S. 13473–13480